# Rei Kawakubo
Rei Kawakubo (Tokyo, 11 ottobre 1942) è una stilista giapponese fondatrice del brand Comme des Garçons.
Insieme a Yohji Yamamoto e Issey Miyake, fa parte della triade giapponese che, alla fine degli anni '70, costringe al rinnovamento la moda europea.

## Biografia e carriera
Dopo aver studiato letteratura presso la prestigiosa Università di Keio, Kawakubo comincia a lavorare come stilista freelance dal 1967 al 1973, anno in cui apre la sua prima boutique a Tokyo e nel 1969 fonda la casa di moda Comme des Garçons. Dal 1982 le collezioni Comme des Garçons vengono presentate a Parigi.
Comme des Garçons si specializza in abiti che vanno contro i dettami della moda, austeri, realizzati in nero, grigio o bianco e dal taglio asimmetrico. Durante il suo debutto a Parigi, i giornalisti definiscono la sua collezione come Hiroshima chic. Oltre che nell'abbigliamento, Kawakubo è anche molto attiva nel Design d'interni: la sua boutique ad Aoyama è stata interamente realizzata da lei. Dagli anni novanta Kawakubo pubblica due volte all'anno, la rivista Six, consistente principalmente di fotografie.
Fra i suoi primi collaboratori, Kawakubo ha avuto Junya Watanabe, che in seguito è diventato un affermato stilista per conto proprio. Kawakubo ha collaborato come guest designer con H&M, per cui ha disegnato alcune linee uomo, donna e bambino ed un profumo unisex.